# U.S. Post Office Albertville
Das U.S. Post Office Albertville ist eine Filiale des United States Postal Service in Albertville im Bundesstaat Alabama. Das Postamt wurde 1931 als Maßnahme der Works Progress Administration erbaut und steht in 107, West Main Street und ist eines der wenigen Gebäude im Central Business District von Albertville, das nicht im Rahmen der  Stadterneuerung wesentlich verändert wurde.

## Gebäude
Bei dem Gebäude handelt es sich um ein zweistöckiges Backsteingebäude mit Mansarddach. Das Mauerwerk ist in einer Variante des Amerikanischen Verbandes ausgeführt, wobei sich jeweils vier Läuferreihen mit einer Binderreihe abwechseln. Auch das Mansarddach ist ungewöhnlich, weil die Seiten aus grünlichem Schiefer und der Deckel aus Teerpappe mit darüber gestreutem Kies bestehen. Auf beiden Seiten über dem Eingang befinden sich Erkerfenster, die jeweils mit einem Satteldach versehen sind. An der Dachtraufe befindet sich eine Brüstung mit vier eingesetzten Balustrade, die jeweils über den doppelten Aufschiebfenstern sitzen.
Der Haupteingang, zu dem eine Treppe hinaufführt, liegt unter einem aufwendig gestalteten, einstöckigen Portikus mit Dreiecksgiebel, der von vier Dorischen Säulen getragen wird. Das Gesims über dem Architrav ist im selben Stil gehalten, wie das Gesims unterhalb der Dachtraufe. Beiderseits des Haupteingangs befinden sich jeweils zwei doppelte Aufschiebfenster mit jeweils drei Reihen zu vier Scheiben, die beiden Seitenfassaden weisen sechs solche Fenster auf.
Im Inneren sind die Wände und Decken des Erdgeschosses durchweg vergipst. Auf dem Boden der Schalterhalle sind rote, quadratische Fliesen verlegt. Die Wände haben eine Vertäfelung aus weißem Marmor, mit einer Basis aus grünem Marmor. Ebenso ist die Abdeckkappe der Vertäfelung ausgeführt. Setz- und Triffstufen der Treppen bestehen ebenfalls aus weißem Marmor. Kunst am Bau ist in der Schalterhalle nicht vorhanden.
Im Keller sind die nur zu Lagerzwecken dienenden Räume nicht weiter ausgestattet, sondern bestehen aus rohem Beton. Die Räume im Obergeschoss sind nicht vollständig ausgebaut. Das Büro des Postinspektors, der Pausenraum und die Gänge erhielten bei der Erbauung vergipste Wände und Decken sowie einen Fußboden aus Vinylfliesen.
Das Gebäude wird wegen seiner architektonischen Bedeutung seit dem 21. Juni 1983 im National Register of Historic Places gelistet.